# Ядерный терроризм
Ядерный терроризм — гипотетический вид терроризма, в котором используется ядерное оружие или радиоактивные материалы. В связи с высокой опасностью, исходящей от радиоактивных материалов и потенциально большому урону, который может нанести подобная атака, ядерному терроризму уделяется особое внимание. Этот вид терроризма не был осуществлён в реальности.

## Возможные способы ядерного терроризма
Существуют несколько возможных типов ядерного терроризма по применяемым средствам:
- Ядерная бомба, в том числе:
  - Украденная или захваченная из запасов стран, обладающих ядерным оружием. Данный вариант рассматривается как наиболее опасный, так как современные ядерные бомбы промышленно развитых государств при высокой мощности обладают малыми размерами и массой и вполне могут быть доставлены к месту совершения теракта в обычном легковом автомобиле.
  - Запущенная баллистическая ракета с захваченной подводной лодки, подвижного грунтового комплекса или ракетной базы. Для предотвращения подобных сценариев, были приняты ряд мер, таких как: хранение баллистических ракет без полётных заданий (даже при захвате самой ракеты её невозможно запустить без команды «сверху»), создание ПРО, способных защитить от единичных «случайно запущенных» ракет и т. д.
  - Кустарно сделанная ядерная бомба.
- «Грязная бомба», в том числе:
  - Захват АЭС или другого гражданского объекта, работающего с радиоактивными материалами, минирование и взрыв его.
  - Грязная бомба как оболочка из радиоактивных материалов для обычного неядерного боеприпаса
- Загрязнение окружающей среды, в том числе:
  - Распыление радиоактивных материалов с самолётов и вертолётов
  - Растворение радиоактивных материалов в источниках питьевой воды
  - Смешивание радиоактивных материалов с едой, напитками и прочими продуктами на стадии их изготовления.
- Нападение на ядерный объект (например, АЭС).

## Противодействие
Основной способ противодействия ядерному терроризму — тщательная защита секретности ядерных разработок, странами, подписавшими Договор о нераспространении ядерного оружия. Провести же работы аналогичные даже ранним ядерным программам, выполненным странами ядерного клуба для террористических организаций не по силам даже сегодня. Конфигурации бомб, работающих на минимальных количествах делящихся материалов в США и СССР отрабатывались десятилетиями, потребовали целых циклов предварительных и ядерных испытаний и воспроизвести случайно их конструкцию невозможно в принципе. Хотя расчет примитивной обжимающей системы по типу бомб «Малыш» или «Толстяк» с развитием программ конечно-элементного моделирования и не представляет собой сегодня сколько-нибудь сложной задачи и даже входит в программу курсового проектирования ряда вузов, имеющих отношение к ядерным технологиям, наработать 64 килограмма урана-235 (для «Малыша») или 6,5 кг плутония-239 (для «Толстяка») без наличия огромного количества урановой руды, хотя бы примитивного реактора или каскада центрифуг, а также хотя бы минимально оснащенного радиохимического завода невозможно. А если какая-то террористическая организация и начнет такую работу — это станет заметно очень быстро.
Вторым важным шагом в предотвращении ядерного терроризма является ограничение доступа к делящимся материалам, особенно способным к цепной реакции. Поэтому ядерные державы хранят в строжайшей тайне расположение спецхранилищ делящихся материалов и изделий из них. Ещё один способ исключения возможности доступа террористов к сырью для производства высокообогащенного урана и оружейного плутония это сокращение степени обогащения урана в ТВЭЛах для АЭС, а также использование ядерного топлива в виде оксидов, переработка которых в металлический уран или плутоний чрезвычайно затруднительна.
С целью исключения возможности использования потерянного, украденного или захваченного ядерного оружия, ещё в 1950-х годах в его конструкции были предусмотрены меры, исключающие возможность несанкционированного взрыва. В ранних ядерных зарядах со сферической имплозией это достигалось введением в конструкцию взрывных линз фокусирующей системы элементов задержки, временные характеристики которых не маркировались и не хранились в памяти программного автомата подрыва. Перед боевым применением необходимые данные загружались туда из внешнего источника, имеющего высокий уровень криптографической защиты. Таким образом, даже заполучив готовую бомбу террористы не смогли бы узнать, с какой задержкой на какой детонатор нужно подавать импульс подрыва. Без знания этих моментов взрыв имплозионной системы не создаст сферически сходящейся ударной волны и не переведет сборку в надкритическое состояние. В более поздних конструкциях за счет сложной формы обжимающей системы безопасность обеспечивается ещё лучшим образом. По некоторым данным все современные ядерные заряды имеют средства самоликвидации за счет подрыва внутри небольшого по силе заряда взрывчатого вещества, разрушающего внутреннюю структуру устройства без разгерметизации его оболочки. Предположительно, самоликвидатор срабатывает при попытках не только вскрытия заряда, но и при его перемещении без санкционирующего внешнего сигнала.
Таким образом, возможность террористического акта с использованием ядерного взрыва сведена практически до нуля. С учетом сокращения доступности природной урановой руды, вероятность того, что террористы получат возможность наработать оружейный уран и плутоний в будущем также сокращается.
Сложнее контролировать процесс создания «грязной бомбы». Делящиеся материалы для неё могут быть собраны даже из датчиков дыма на основе плутониевого альфа излучателя, а также из всевозможных радиоизотопных бета и гамма источников от промышленных и медицинских установок, которые в больших количествах могут встречаться в заброшенных производствах и больницах. Хотя в России, США и Евросоюзе ведется активная работа по поиску, сбору и уничтожению таких опасных изделий, тем не менее выпущены они были в огромных количествах, поставлялись в самые различные страны, в том числе и те, где позже начались вооруженные конфликты (Ирак, Ливия). Поэтому неизвестно, сколько таких опасных устройств попало в руки террористов. Опасность представляет также возможный доступ к хранилищам радиоактивных отходов, поэтому страны-производители ядерного топлива (Россия, США, Франция) с конца 1980-х годов ведут очень жесткую политику в отношении стран-импортеров такой специфической продукции. Фактически новая партия топлива поставляется только после возврата отработавших ТВЭЛов. Таким образом на территории неядерных стран просто не остается ни отработавшего ядерного топлива ни радиоактивных отходов. В России и США хранилища ОЯТ и РАО, во первых, тщательно охраняются, а во-вторых, отходы остекловываются, что делает практически невозможным извлечение из них высокоактивных изотопов.
Еще одним возможным источником получения высокоактивных изотопов для террористов может являться падение на землю неразрушившихся остатков ядерных энергетических установок и РИТЭГов искусственных спутников Земли. Однако вероятность такого события опять таки крайне мала по причине необтекаемой формы крупных спутников, имеющих на борту делящиеся материалы. Как правило, такие объекты расплавляются и сгорают в атмосфере еще на значительной высоте, рассеивая радионуклиды на огромной площади.

## Интересные факты
- Во время первой чеченской войны дудаевцами планировался захват атомной подводной лодки Тихоокеанского флота ВМФ России[1].
- Во время армяно-азербайджанских вооружённых столкновений Азербайджан заявил о возможности нанесения ракетного удара по Армянской АЭС[2][3][4][5][6][7].
- Во время вторжения России на Украину российские войска начали обстрел ЗАЭС, что повлекло за собой пожар в административном учебно-тренировочном корпусе и повреждение первого энергоблока[8][9]

## В кинематографе
- Миссия невыполнима: Протокол Фантом
- Миссия невыполнима: Последствия
- Миротворец
- Немыслимое
- Правдивая ложь
- Шпион
- Морские дьяволы: Особое задание

## В компьютерных играх
- Call of Duty 4: Modern Warfare[10]
- Wolfenstein 2: The New Collosus
- Battlefield 3
- Cyberpunk 2077

## В художественной литературе
- Марио Пьюзо, «Четвёртый Кеннеди»
- Том Клэнси, «Все страхи мира», «Живым или мёртвым», «В одной связке»
- Данил Корецкий, циклы «Пешка в большой игре», «Меч Немезиды»; отдельные произведения «Код возвращения», «Найти Сатану», «Атомный поезд»
- Синъитиро Ватанабэ, «Zankyou no Terror»